# Wirosari (Patean)
Wirosari is een bestuurslaag in het regentschap Kendal van de provincie Midden-Java, Indonesië. Wirosari telt 1942 inwoners (volkstelling 2010).